# Loužek (Turnov)
Loužek je malá vesnice, část města Turnov v okrese Semily. Nachází se asi čtyři kilometry severovýchodně od Turnova. Loužek leží v katastrálním území Bukovina u Turnova o výměře 2,79 km².

## Historie
První písemná zmínka o vesnici pochází z roku 1322.